# Piotr Wedeliciusz
Piotr Wedeliciusz (ur. ok. 1483, zm. pomiędzy lipcem a październikiem 1543 w Krakowie) – doktor medycyny, nadworny lekarz królewski, rektor Akademii Krakowskiej, rajca miejski Krakowa.

## Życiorys
Pochodził z zamożnej rodziny mieszczańskiej Jana Quittemberga (Witimberga) spolonizowanego niemieckiego rzemieślnika zajmującego się tkactwem, który osiągnął godność burmistrza Obornik. W latach 20. Piotr i jego brat Jakub używali nazwiska Wedelicki i herbu szlacheckiego Wedel. W 1501 rozpoczął studia w Krakowie. W 1504 zdobył tytuł bakałarza, a w 1512 magistra sztuk wyzwolonych. W 1513 wyjechał do Włoch, gdzie na Uniwersytecie Bolońskim zdobył w 1515 tytuł doktora medycyny. Do Polski wrócił wkrótce po uzyskaniu doktoratu. Od 1521 jest wykładowcą medycyny na Akademii Krakowskiej, a w latach 1525–1526 dwukrotnie powierzano mu funkcję rektora uczelni. Od 1526 aż do śmierci Piotr był rajcą miejskim Krakowa, w 1528 z jego inicjatywy wybudowano w mieście dwa szpitale. Od 1536 również do śmierci, był lekarzem króla Zygmunta Starego i dzieci królewskich. Wiązało się to z wysoką pensją, co może oznaczać zadowolenie monarchy z usług swojego lekarza. Piotr zgromadził spory majątek, w skład którego wchodził folwark na Prądniku, kamienica na ul. Brackiej, połowa gospodarstwa w Krzeszowicach oraz inne nieruchomości. Był zapalonym bibliofilem, zgromadził bogaty księgozbiór, zachowany częściowo do dziś a składający się z ksiąg dotyczących medycyny i lecznictwa. Książki oznaczał swoim własnym ekslibrisem, powstałym w 1520, tłoczonym na skórzanych oprawach i będącym pierwszym ekslibrisem medycznym w Polsce. Zmarł pomiędzy lipcem i październikiem 1543 roku na skutek epidemii dżumy, która według współczesnych źródeł miała zabrać w Krakowie nawet 12 tysięcy osób. 
Był dwukrotnie żonaty, zmarł bezpotomnie. Po raz pierwszy przed rokiem 1525, a jego wybranką była Katarzyna, wdowa po Janie Langu, należącym do jednej z najznaczniejszych rodzin mieszczańskich Krakowa. Katarzyna zmarła w 1540, a wkrótce ożenił się z Otylią Żytówną, córką zamożnego krakowskiego kupca Mikołaja Żyto. Otylia zmarła prawdopodobnie w czasie tej samej zarazy co Piotr.